# Henryk Damian Wojtyska
Henryk Damian Wojtyska (ur. 13 maja 1933 w Regiminie k. Ciechanowa, zm. 24 marca 2009 w Łodzi) – historyk, teolog, ksiądz, pasjonista.

## Życiorys
W 1950 r. wstąpił do zgromadzenia pasjonistów, wyświęcony na kapłana w 1957 r. W latach 1958–62 studiował historię Kościoła na Papieskim Uniwersytecie Gregoriańskim w Rzymie. Tam też doktoryzował się na podstawie pracy Cardinal Hosius. Legate to the Council of Trent (1967). 
Od 1969 r. pracownik naukowy i dydaktyczny KUL. Habilitował się w 1975 r. na podstawie pracy Papiestwo-Polska 1548-1563. Dyplomacja (1977). Od 1986 r. profesor KUL (w latach 1981–83 Prorektor ds. Młodzieży). W latach 1980/81 wykładał historię Kościoła polskiego w Newman College w Edmonton. Od 1985 do 2004 r. członek Papieskiego Komitetu Nauk Historycznych w Watykanie, w latach 1985–94 wiceprzewodniczący Polskiego Instytutu Historycznego w Rzymie, zapoczątkował wydawanie serii Acta Nuntiaturae Polonae (od 1990). 
Główne kierunki badań naukowych: stosunki papiestwa z Polską w XVI-XVIII w., dzieje teologii polskiej XVI-XVIII w., reformacja w Polsce, hagiografia, dzieje pasjonistów w Polsce. Jest autorem książki Miłościwe Lata. Dzieje Wielkich Jubileuszów Chrześcijaństwa (z udziałem Polaków), Olsztyn 2000. W latach 2006–07 wydał monumentalną pracę Historia Zgromadzenia Pasjonistów w Polsce. T. 1 - Prehistoria i okres fundacyjny (do 1938), Łódź 2006. T. 2 - Hekatomba wojenna i okupacyjna (1939-1945), Przasnysz 2007. Opublikował również pracę "Krzyż przez nich zwyciężył". Polscy Pasjoniści - Męczennicy drugiej wojny światowej, Przasnysz 2008. 
Wieloletni członek zarządu polskiej prowincji pasjonistów (w latach 1994–1998 prowincjał).
Członek Lubelskiego Towarzystwa Naukowego i Towarzystwa Naukowego KUL, Akademii św. Karola w Watykanie i Komisji Dziejów Reformacji przy Komitecie Nauk Historycznych PAN. Do 2004 r. konsultor Komisji Nauki Wiary (Sekcja Historyczna) przy Episkopacie Polski.
W latach 1999–2001 był nauczycielem akademickim Wydziału Teologii Uniwersytetu Warmińsko-Mazurskiego.
Po długiej i ciężkiej chorobie zmarł w klasztorze pasjonistów w Łodzi, dnia 24 marca 2009 r.